# Amyloceraceomyces
Amyloceraceomyces is een monotypisch geslacht van schimmels behorend tot de familie Amylocorticiaceae. Het geslacht bevat een soort, namelijk Amyloceraceomyces angustisporus.